# Saint-Andéol-de-Fourchades
Saint-Andéol-de-Fourchades è un comune francese di 55 abitanti situato nel dipartimento dell'Ardèche della regione dell'Alvernia-Rodano-Alpi.
Il nome proviene da quello di un santo, Andeolo, martirizzato nel 208 sotto l'imperatore Settimio Severo. Il martirio ebbe luogo non lontano da Bourg-Saint-Andéol, ove il cadavere, gettato nel Rodano, fu portato a riva dalla corrente e recuperato segretamente da cristiani del luogo.

## Società

### Evoluzione demografica
Abitanti censiti